# Останкіно (платформа)
Останкіно (рос. Останкино) — залізнична платформа головного ходу Жовтневої залізниці, у складі лінії МЦД-3, у Москві.
Платформа названа по селу Останкіно, що увійшло до складу Москви наприкінці XIX століття.
Біля платформи знаходиться Останкінський цвинтар, трошки на схід — Останкінська телевежа.

## Опис
На платформі три високих пасажирських платформи для приміських електропоїздів:
- № 1 (I колія) — північно-східна берегова платформа, електропоїзди в сторону Москви-Пас, на платформі працює квиткова каса.
- № 2 (II і IV колія) — острівна платформа, електропоїзди з Москви-Пасажирської.
- № 3 (III колія) — південно-західна берегова платформа, зупинка електропоїздів в обох напрямках в разі тимчасових змін. У 2015 році на платформі відкрита друга каса.

Всі платформи з'єднані підземним переходом. Платформи обгороджені високим парканом, з травня 2015 року обладнані турнікетами.
На даній дистанції лінії використовується лівосторонній рух приміських електропоїздів (I, II колії), але правосторонній для головного ходу поїздів далекого прямування і експресів (III, IV колії). На ділянці між платформами Петровсько-Розумовське і Останкіно одна з приміських колій розташовується на високому насипу і по естакаді перетинає інші колії, змінюючи своє розташування так, що далі від вокзалу приміський рух прямує з боків від III, IV колій з повністю правостороннім рухом. При подальшому русі у напрямку вокзалу I і II колії дистанціюються від інших колій, огинаючи станції Миколаївка і Москва-Пасажирська, потрапляючи на відокремлені платформи № 1 і 2 зупинного пункту Ризька, і приєднуються до основного ходу лише зовсім неподалік від вокзалу.
Платформи колій № I, II знаходяться в межах станції Москва-Товарна (вхідний сигнал по II колії біля північного краю острівної платформи, по I колії ще на північний захід ближче до шляхопроводу монорейки). Колії № III, IV є перегоном до Ховрино (вхідні знаходяться у південно-східного краю платформ).

## Історія
До будівлі четвертої головної колії на платформі працювали три колії, також було три платформи, всі три були перегоном. З будівництвом нової колії платформи були перебудовані. Нова платформа № 1 відкрита після реконструкції та перестикування колій 20 квітня 2013 року.

## Пересадки
- Бутирська
- Телецентр
- Автобуси: 76, 311, 561, с585